# Эффузивные горные породы
Эффузи́вные го́рные поро́ды (или Вулканические горные породы, вулканиты) — магматические горные породы, образовавшиеся в результате застывания на земной поверхности или вблизи неё лавы, излившейся по вулканическим каналам или трещинам в земной коре (риолиты, трахиты, андезиты, базальты и др.).
Обычно характеризуются сочетанием вулканического стекла, мелких кристаллов (микролитов) и более крупных порфировых выделений (вкрапленников).

## Отличие от других типов горных пород

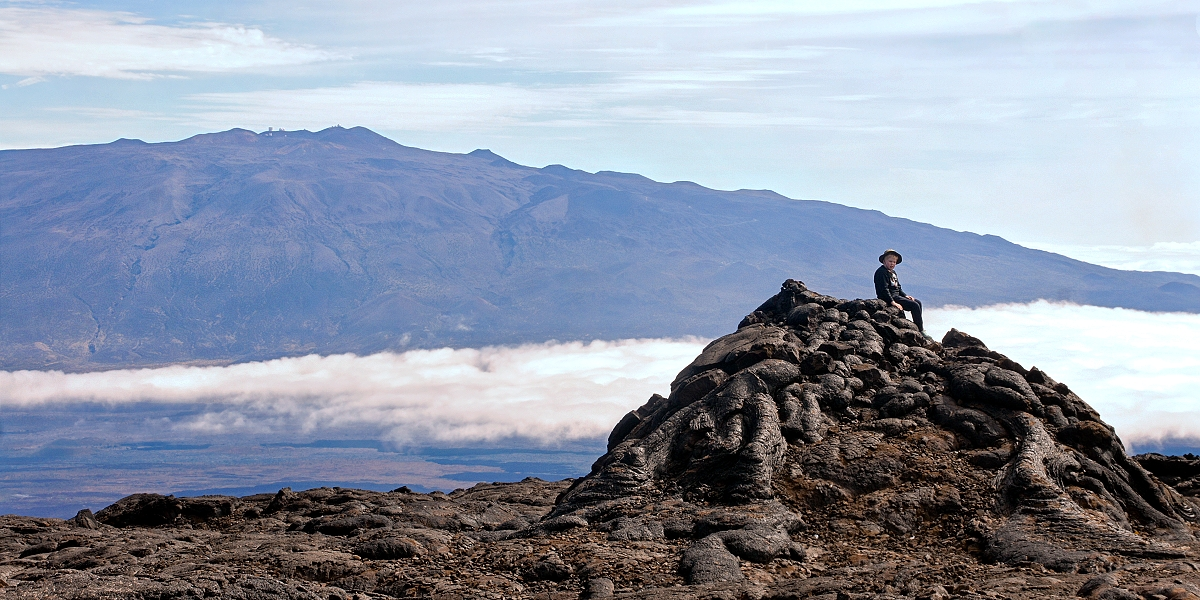
Базальт

Эффузивные породы принято различать по следующим признакам:
1. Фактура основной массы является плотной (микрозернистой) или аморфной (стекловатой) структуры.
2. Порфировую структуру имеют только отдельные кристаллы.
3. Наличие многочисленных мелких пустот.
4. Наличие текстур течения — ориентировки отдельных компонентов породы, полосчатого распределения окраски или овальной формы уплощённых и вытянутых пустот.
5. Зачастую наличие образования столбов.
6. Разделение в пределах ряда как по интенсивности окраски (от светлого к темному), так и по минеральному составу[3].

## Виды

### Вулканические туфы
Туфы — частицы лавы и пепла, уплотнённые, сцепленные между собой, выброшенные в воздух и перемешанные с обломками различных пород. Следует различать известковые и вулканические туфы — они похожи между собой по внешнему виду. Вулканические туфы следует различать по исходному материалу, или же по материнским лавам: туфы базальтовые, туфы трахитовые и т. д. Также принято различать туфы по величине зёрен. Выбросы вулканами мелкозернистых рыхлых масс принято называть вулканическими пеплами, а наиболее мелкодисперсные — вулканической пылью. Туфы, благодаря своей структуре — аморфной (стекловатой), мелкозернистой или порфировой — весьма пористы. Ввиду высокой своей пористости и малой объёмной массы вулканические туфы находят широкое применение в качестве строительного камня.

### Вулканические стёкла
Стекловидная структура свойственна группе излившихся пород. Породы группы вулканических стёкол могут иметь разнообразный минеральный состав, главной же отличительной способностью вулканических стёкол считается физическое состояние пород группы — аморфное, схожее с физическим состоянием обычных искусственных стёкол. Породы данной группы могут содержать кристаллы только в виде единичных включений. Вулканические стёкла возникают при очень быстром остывании магмы, по её достижении поверхности земли. Основными представителями группы вулканических стёкол являются пемза, пехштейн и обсидиан.

### Группа базальтов
Наиболее широко известная группа вулканических пород. Характерной отличительной способностью пород данной группы является имеющаяся в естественном залегании породы характерная столбчатая отдельность — она типична для базальтов, хотя и встречается у других эффузивных пород. Возникновение столбчатой отдельности связывается со сжатием лавы при её охлаждении. Литье из базальта считается ценным материалом для изготовления труб, кислотоупорных изделий, электроизоляторов, облицовочной плитки, других технических декоративных изделий.